# Interpretació a cau d'orella

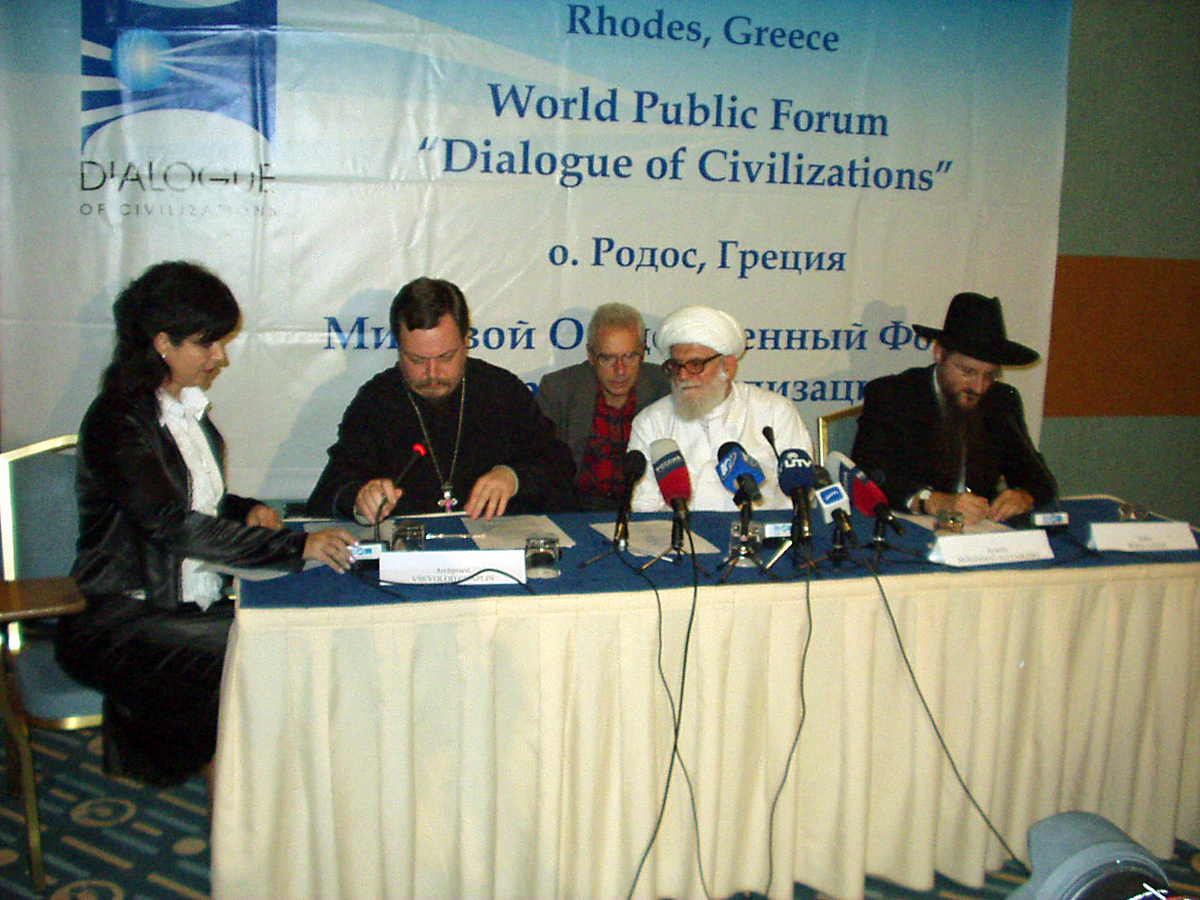
L'home amb jaqueta grisa està traduint a cau d'orella a l'home de blanc.

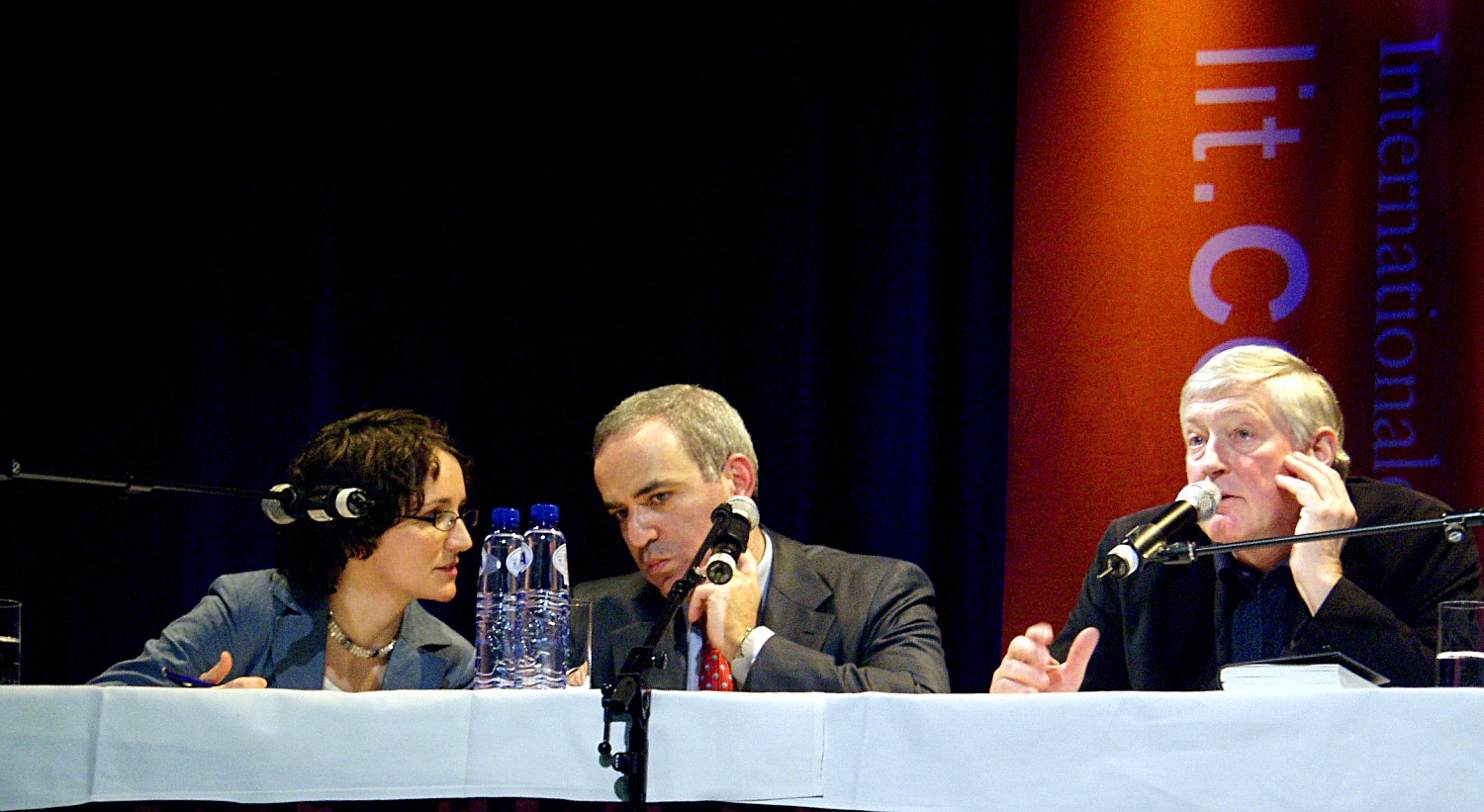
Patricia Stöcklin interpreta el discurs de Klaus Bednarz a Garri Kaspàrov mitjançant la tècnica del xiuxiueig.

La interpretació a cau d'orella és un dels diversos tipus d'interpretació de llengües que els especialistes distingeixen, al costat de la interpretació simultània, la interpretació consecutiva i la interpretació d'enllaç. Sovint s'hi fa referència amb el terme francès chuchotage (interpretació xiuxiuejada), i designa la interpretació simultània en què l'intèrpret, situat al costat dels destinataris, generalment un o dos, tradueix el discurs de l'orador en veu baixa. Els intèrprets, amb la seva presència discreta, fan una feina cabdal i molt sovint imprescindible.
L'intèrpret s'asseu o s'està dret just al costat o al darrere de la persona o les persones usuàries de la interpretació (una petita audiència de, com a màxim, dues o tres persones i els xiuxiueja la interpretació simultània del discurs original. S'empra en situacions en què la comunitat lingüística que necessita la interpretació és minoritària respecte de la resta d'oients, que poden ser usuaris de la llengua original del discurs o bé disposar d'un servei d'interpretació simultània amb cabines.
En aquesta tècnica l'intèrpret i els oradors i oients han d'estar en una posició propera per tal que el xiuxiueig no molesti la resta de receptors del discurs. Per dur a terme aquesta tècnica no fa falta cap equip tècnic especial. La tècnica del xiuxiueig és cansada per l'intèrpret a causa de la postura que ha d'adoptar. A més, és molt important treballar la producció de la veu, perquè el xiuxiueig sigui equivalent a parlar en un volum baix, en comptes de parlar expulsant molt aire,la qual cosa afectaria la veu de l'intèrpret i li impediria continuar la seva tasca, perquè podria patir lesions a l'aparell fonador.